# شعب الضبع (القفر)

تعديل مصدري - تعديل

شعب الضبع محلة تابعة لقرية خدش، التابعة لعزلة حمير بمديرية القفر إحدى مديريات محافظة إب في الجمهورية اليمنية، بلغ تعداد سكانها 138 حسب تعداد اليمن لعام 2004.